# 塞尔方丹 (北部省)
塞尔方丹（法語：Cerfontaine，法語發音：[sɛʁfɔ̃tɛn]）是法国上法蘭西大區北部省的一个市镇，属于埃尔普河畔阿韦讷区。

## 地名
“方丹”（fontaine）意为“泉”。法语地名通名在“枫丹白露”（Fontainebleau）等少数拥有传统译名的地名中译作“枫丹”，不过在《世界地名翻译大辞典》、《世界地名译名词典》和《法国地图册》等主流地名译名类书籍资料中多译作“方丹”。

## 地理
塞尔方丹（50°15'39"N, 4°1'38"E）面积3.87 平方千米，位于法国上法蘭西大區北部省，该省份为法国最北部的省份及最长的省份，西北濒北海，西接加来海峡省，南至埃纳省和索姆省，东与比利时接壤。
与塞尔方丹接壤的市镇（或旧市镇、城区）包括：雷基尼、科勒雷、大费里耶尔、小费里耶尔、鲁西。
塞尔方丹的时区为UTC+01:00、UTC+02:00（夏令时）。

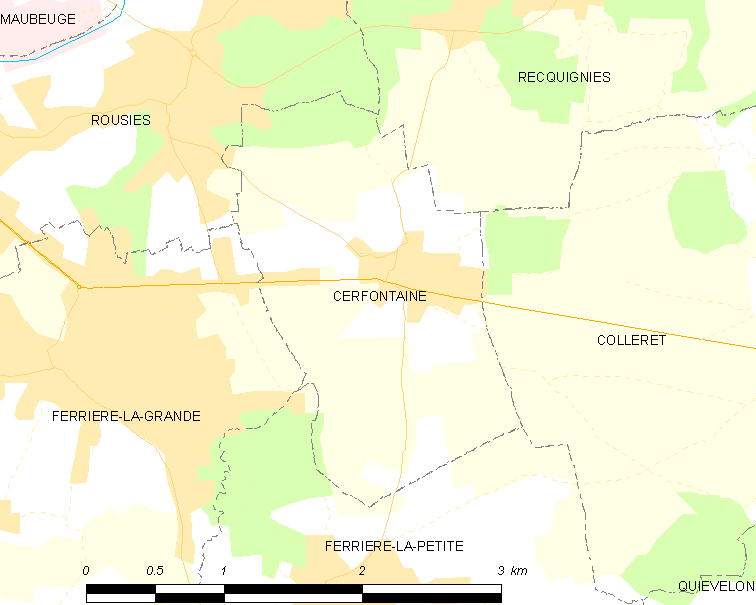
塞尔方丹的OSM定位图

## 行政
塞尔方丹的邮政编码为59680，INSEE市镇编码为59142。

## 政治
塞尔方丹所属的省级选区为富尔米县。

## 人口

1962-2008年间塞尔方丹人口变化图示

塞尔方丹于2022年1月1日时的人口数量为667人。